# Bački Breg
Bački Breg, Бачки Брег (Kroatisch: Bereg, Hongaars: Béreg) is een dorp in Servië in de autonome provincie Vojvodina gelegen aan de grens met Hongarije en aan de rivier de Donau.
De bevolking van het dorp bestaat volgens de volkstelling van 2011 in meerderheid uit Kroaten. Het dorp maakt deel uit van de gemeente Sombor.
In 2011 had het dorp in totaal 1140 inwoners. Het dorp is het meest noordwestelijk gelegen dorp van Servië.
Het dorp werd voor het eerst in geschriften vermeld in de 14e eeuw. In 1620 werd het dorp bevolkt met Kroaten uit de omgeving van Split. De bewoners noemen zich etnische Šokci. Tegenwoordig maakt deze groep nog 53% van de bevolking uit volgens de volkstelling van 2011.

## Geschiedenis
De naam van het dorp is in het Kroatisch Bereg, in het Servisch Breg, en in het Hongaars Béreg. Dit betekent in het oud-slavisch "oever". De plaats is in 1319 voor het eerst in geschriften benoemd. Het behoorde lang toe tot het Koninkrijk Hongarije totdat in 1526 de Turken het Hongaarse Rijk versloegen bij de slag om Mohács. Daarna is het gebied jarenlang onderdeel van het Ottomaanse rijk. In 1620 wordt het dan verlaten gebied opnieuw bevolkt door Kroaten die afkomstig zijn uit het dorp Klis in Dalmatië. In 1867 wordt het gebied deel van het Hongaarse Koninkrijk binnen de Oostenrijks-Hongaarse monarchie. In 1920 wordt het dorp toegewezen aan Joegoslavië bij het Verdrag van Trianon. Tijdens de Tweede Wereldoorlog is het 4 jaar lang weer onderdeel van Hongarije om daarna weer onderdeel te worden van Joegoslavië. 